# Поруб (река)
По́руб — река в России, протекает по Прилузскому району Республики Коми. Устье реки находится в 259 км по правому берегу реки Луза. Длина реки составляет 127 км, площадь бассейна 707 км².
Исток реки в таёжном массиве среди холмов Северных Увалов неподалёку от границы с Архангельской областью в 13 км к юго-западу от посёлка Широкий Прилук. Исток находится на водоразделе рек Юг и Вычегда. Генеральное направление течения — юго-восток и юг. Верхнее и среднее течение проходит по ненаселённому холмистому таёжному массиву. В нижнем течении протекает деревни Поруб-Кеповская, Поруб и Кулига. Впадает в Лузу ниже села Спаспоруб. Ширина реки у устья около 20 метров, скорость течения 0,5 м/с.

## Притоки
- 7 км: река Вырвож (в водном реестре — Сырваж, пр)
- река Сор (лв)
- река Тошшоль (пр)
- река Малая Пола (пр)
- река Сурса (лв)
- 68 км: река Кольвож (лв)
- река Пола (пр)
- 93 км: река Кузъёль (пр)
- река Шанавъёль (пр)
- река Порубок (лв)

## Данные водного реестра
По данным государственного водного реестра России и геоинформационной системы водохозяйственного районирования территории РФ, подготовленной Федеральным агентством водных ресурсов:
- Бассейновый округ — Двинско-Печорский
- Речной бассейн — Северная Двина
- Речной подбассейн — Малая Северная Двина
- Водохозяйственный участок — Юг
- Код водного объекта — 03020100212103000012556